# Rhamnapoderus tessmanni
Rhamnapoderus tessmanni es una especie de coleóptero de la familia Attelabidae.

## Distribución geográfica
Habita en Guinea, Ruanda y República Democrática del Congo.